# Marché au comptant
 (février 2023).
Si vous disposez d'ouvrages ou d'articles de référence ou si vous connaissez des sites web de qualité traitant du thème abordé ici, merci de compléter l'article en donnant les références utiles à sa vérifiabilité et en les liant à la section « Notes et références ».
Dans un marché au comptant, la livraison des biens échangés et leur paiement ont lieu pratiquement simultanément et immédiatement, par opposition à un marché à terme. Au comptant, on utilise donc le prix spot. 
Un marché organisé (bourse), regroupant l'offre et la demande sur des actifs ou biens standardisés, fonctionne habituellement à la fois au comptant et à terme. À son échéance, une opération à terme devient d'ailleurs une opération au comptant.